# カラハリ砂漠 (映画)
『カラハリ砂漠』（からはりさばく、原題：Sands of the Kalahari）は、ウィリアム・マルヴィヒルの1960年の小説『The Sands of Kalahari』を基に、スチュアート・ホイットマン、スタンリー・ベイカー、スザンナ・ヨーク、ハリー・アンドリュース、セオドア・ビケル、ナイジェル・ダヴェンポートが出演した1965年のイギリスの冒険映画。サイ・エンドフィールドが脚本と監督を務めた。また、脚本にはマルヴィヒルもかかわっているが、クレジットされていない。撮影は南西アフリカ（現ナミビア）とスペインで行われ、パラマウント・ピクチャーズによって公開された。

## あらすじ
飛行機事故により、荒涼とした山間部の砂漠地帯（現代のナミビア辺り）に事故の生存者たちがとり残されてしまう。ブライアン・オブライエン（スチュアート・ホイットマン）は猛獣ハンターであり、グループの中で最も優れたサバイバル能力を持っていた。飛行機が墜落して搭乗客たちが着の身着のままで脱出するなか、彼は命がけで燃え盛る飛行機に再び乗り込み、猟銃を含む重要な物資を回収したが、その動機は決して高潔なものではなかった。自分ひとりの方が生き残るチャンスが増えると考えた彼は、生存者を一人ずつ殺し、「アダム」としての自分の「イヴ」となるグレース・モンクトン（スザンナ・ヨーク）だけを生き残らせようとする。
オブライエンの裏切りに加えて、生存者たちはこの地域に生息するヒヒの群れに脅かされていた。最初は遠くから大声で叫んでいたヒヒは、人間が武器を持っていれば脅威になることに気付き、次第に攻撃的になっていく。
オブライエンが計画を実行に移す前に、彼が銃を突きつけて砂漠に追いやった仲間の1人が救助隊を連れて戻ってくる。残った生存者はヘリコプターで脱出するが、オブライエンは、文明社会に戻れば殺人罪で起訴されることを承知の上で、残ることを選ぶ。
オブライエンが唯一の人間となったことで、ヒヒはより好戦的になっていく。最初のうちはライフルで彼らを抑え込んでいたが、弾薬が尽きると、オブライエンは大胆にも群れの雄であるアルファに戦いを挑み、素手で殺すことに成功する。
映画のラストショットでは、残ったヒヒがオブライエンを取り囲み、不吉な足取りで彼に向かってくる。

## キャスト
- ベイン（Mike Bain） - スタンリー・ベイカー（英語版）（吹替：内海賢二）
- オブライエン（Brian O'Brien） - スチュアート・ホイットマン（吹替：穂積隆信）
- グレイス（Grace Monckton） - スザンナ・ヨーク（吹替：北浜晴子）
- グリメルマン（Grimmelman） - ハリー・アンドリュース（吹替：千葉耕市）
- ポンダラカイ博士（Bondarahkai） - セオドア・ビケル（吹替：滝口順平）
- スタアドバン（Sturdevant） - ナイジェル・ダヴェンポート

※日本語吹替：テレビ版・初回放送1975年3月24日 TBS『月曜ロードショー』

## 製作
ジョーゼフ・E・レヴィーンは、『ズール戦争』（1963年）の成功を受けて、スタンリー・ベイカーとサイ・エンドフィールドに、アフリカを舞台にした映画をもう一度作らせたいと考えていた。彼らは当初、ウィルバー・スミスのデビュー作『When the Lion Feeds』を映画化する計画を発表したが、最終的にはウィリアム・マルヴィヒルの『The Sands of Kalahari』の映画化を決定した。ベイカーは、幼なじみのリチャード・バートンに妻のエリザベス・テイラーと一緒に出演するように説得したが、テイラーはアフリカでの撮影に消極的で、レヴィーンが支払う気にならないほどの出演料を要求した。
結局、バートンが出演を辞退し、代わりにジョージ・ペパードとスザンナ・ヨークが起用された 。しかし、撮影開始直後、ペパードは（おそらく『ブルー・マックス』のために）本プロジェクトから離脱し、急遽スチュアート・ホイットマンが代役として立てられた 。

### 撮影
本作はカラハリ砂漠でロケを行い、ロンドンのシェパートン・スタジオでスタジオ作業が行われた。

## 参照
- サバイバル映画：映画のジャンルについて、関連する映画のリスト